# Max Jessner (Mediziner)
Max Jessner (* 2. November 1887 in Stolp; † 27. August 1978 in der Schweiz) war ein deutscher Dermatologe und Hochschullehrer.

## Leben
Max Jessner, am 2. November 1887 als Sohn des Dermatologen und Dozenten an der Universität Königsberg Samuel Jessner (1859–1929) in Stolp geboren, belegte ein Studium der Medizin an den Universitäten München und Königsberg, bevor er 1910 zum Dr. med. promoviert wurde. In der Folge absolvierte er eine dermatologische Ausbildung an den Hautkliniken in Breslau unter Albert Neisser sowie in Bern unter Joseph Jadassohn, bei dem er 1912 eine Assistenzstelle erhielt. 1920 wechselte er als Oberarzt mit Jadassohn an die Universität Breslau, der dort die Nachfolge des verstorbenen Albert Neisser antrat.
Nach seiner dort 1922 erfolgten Habilitation, wurde er 1926 zum außerordentlichen Professor ernannt, bevor er 1931 Josef Jadassohn auf dessen Lehrstuhl nachfolgte. 1935 wurde er wegen seiner jüdischen Abstammung zum Rücktritt gezwungen. Als sein Nachfolger wurde der vom nationalsozialistischen Regime begünstigte Heinrich Gottron eingesetzt.
Jessner emigrierte zunächst in die Schweiz, daran anschließend 1941 nach New York. Nach Beendigung seiner wissenschaftlichen Laufbahn übersiedelte Jessner zurück in die Schweiz, wo er am 27. Juni 1978 in seinem 91. Lebensjahr verstarb.

## Wirken
Hauptsächlich widmete Jessner sich in seiner Forschungsarbeit der Immunologie sowie den Protozoen Erkrankungen. Der Name Jessner wird in Zusammenhang mit der Lymphocytic infiltration Jessner-Kanof gebracht, einem von Jessner und Norman B. Kanof im Jahre 1953 erstbeschriebenen Krankheitsbild.